# Tijdlijn van de Lage Landen
De tijdlijn van de Lage Landen is een chronologische lijst van feiten en gebeurtenissen betreffende de Lage Landen, een gebied dat ongeveer de laagvlakte in Nederland, België en sommige aangrenzende streken beslaat, gelegen rond de grote rivieren van Noordwest-Europa die in de Noordzee en het Nauw van Calais uitmonden. Daarin vormden zich variërende eenheden onder respectievelijk Keltisch-Germaanse, en Romeinse invloeden. Vervolgens evolueerden zij onder impuls van de kerstening mee in grotere imperiums met een toenemend feodale structuur. De opkomst van de steden zorgde voor toename in rijkdom, maar ook verschuiving van de macht en versplintering. Pogingen tot centralisatie wisselden af met tendensen tot autonomie.

## Opeenvolgende perioden
- Tijdlijn van de Lage Landen (prehistorie)
- Tijdlijn van de Romeinse tijd (~100 v.C.- 4e eeuw n.C.)
- Tijdlijn van de Frankische tijd (4e eeuw- 9e eeuw)
- Tijdlijn van de opkomst van steden en vorstendommen (925-1384)
- Tijdlijn van de Bourgondische tijd (1384 - 1482)
- Tijdlijn van de Habsburgse tijd (1482 - 1581/1795)
- Tijdlijn van de Spaanse tijd (1556-1588)
- Tijdlijn van de Lage Landen (vroegmoderne tijd)
- Tijdlijn van de Franse tijd (1794-1815)
- Tijdlijn van Nederland (1815-vandaag)
- Tijdlijn van België en Luxemburg (1830-vandaag)